# Aspidogyne confusa
Aspidogyne confusa là một loài thực vật có hoa trong họ Lan. Loài này được (C.Schweinf.) Garay mô tả khoa học đầu tiên năm 1977.